# 木村香央里
木村 香央里（きむら かおり、5月2日 - ）は、日本の女性声優。東京都出身。アクセント所属。

## 略歴
俳協ボイスアクターズスタジオから東北新社テクノアカデミア俳優実践クラスを経てアクセント所属となる。

## 人物
趣味には歌唱、絵を描くこと、酒を飲むこと、ハイボールを作ることをそれぞれ挙げている。
特技はヘリウムガスを飲んだ声が高い人の物真似を挙げている。

## 出演
太字はメインキャラクター。

### テレビアニメ
- 牙狼〈GARO〉-VANISHING LINE-（2017年、サラ）
- GO!GO!アトム（2019年 - 2020年、セレナ博士[3]）
- ユーレイデコ（2022年、ベル）
- うる星やつら（2022年、雪女）
- ばいばい、アース（2024年、ネグローニ[4]）
- LAZARUS ラザロ（2025年、警備員[5]）

### ゲーム
- VALORANT（フェイド）
- ファイナルファンタジーXVI（イサベル）
- コール オブ デューティ ブラックオプス 6 (ロッシ[6])

### 吹き替え

#### 映画
2014年
- ハンガーフォード（女3）

2016年
- ブラック・ルーム（アレクシス〈キャサリン・アネット〉）

2017年
- バーニング・オーシャン（フェリシア・ウィリアムズ〈ケイト・ハドソン〉）
- ラテン・ジゴロになる方法（シンディ〈クリスティン・ベル〉）

2018年
- イコライザー2（グレース〈タマラ・ヒッキー〉、他）
- おとぎ話を忘れたくて
- 君の名前で僕を呼んで（女子2）
- スターリンの葬送狂騒曲（マリヤ・ユーディナ〈オルガ・キュリレンコ〉）
- すべての終わり（サム〈カテリーナ・グレアム〉）
- パーティで女の子に話しかけるには（PTステラ〈ルース・ウィルソン〉）
- プライベート・ライフ

2019年
- クリスマスに降る雪は
- 紅海リゾート -奇跡の救出計画-（サラ・レヴィンソン〈アローナ・タル〉）
- スウィンダラーズ（チュンジャ〈ナナ〉）
- TAXi ダイヤモンド・ミッション（環境大臣）
- 密かな企み

2020年
- 悪魔はいつもそこに（サンディ・ヘンダーソン〈ライリー・キーオ〉）
- エアポート'75（スワンソン〈グロリア・スワンソン〉、ディバニー夫人〈マーナ・ロイ〉）※フジテレビ版追加収録部分
- オン・ザ・ロック
- シェイクスピアの庭（ジュディス・シェイクスピア〈キャスリン・ワイルダー〉）
- ベビーシッターのモンスターハンティング・ガイド
- フォー・グッド・デイズ（ミラー〈レベッカ・フィールド〉）
- レベッカ

2021年
- アーミー・オブ・ザ・デッド（チェンバーズ〈サマンサ・ウィン〉）
- アーミー・オブ・シーブズ
- 荒鷲の要塞（メリー・エリソン〈メアリー・ユーア〉）※ムービープラス吹替追録版
- 愛しい人から最後の手紙
- ガリー（ジョイス〈アンバー・ハード〉）
- 刑事グロム VS 粛正の疫病ドクター
- THE GUILTY/ギルティ（キャサリン〈エディ・パターソン〉）
- ブラッド・レッド・スカイ
- レフト -恐怖物件-（ウェールズ人女性〈ローリ・アン・リチャーズ〉）
- ワイルド・スピード/ジェットブレイク

2022年
- アイビー+ビーンのオバケたいじ（アルバ・テート先生〈サーシャ・ピーターズ〉）
  - アイビー+ビーン: ダンスはイヤイヤ!?

- アルゼンチン1985 〜歴史を変えた裁判〜
- ザ・プロム
- Studio 666/スタジオ666（サマンサ〈ウィットニー・カミングス〉）
- デ・ヴィル家への招待状（ヴィクトリア〈ステファニー・コーネリアセン〉）
- ナイン・デイズ（コリーン〈ジェラルディン・ヒューズ〉）
- フレッチ/死体のいる迷路
- ランボー ラスト・ブラッド（情婦）※BSテレ東版
- リベンジ・スワップ（エリカ〈ソフィー・ターナー〉）
- ロマンス in スタイル（ケイティ〈コニー・マンフレディ〉）

2023年
- アート・オブ・ウォー（ノヴァク〈リリアナ・コモロウスカ〉）※Netflix版
- アメリカン・フィクション（リサ〈トレイシー・エリス・ロス〉）
- オブ・アン・エイジ（ジャヤ〈セヌリ・チャンドラニ〉）
- オペレーション・フォーチュン（サラ・フィデル〈オーブリー・プラザ〉）
- キラーズ・オブ・ザ・フラワームーン
- ギリ義理ファミリー（ケイ〈ジャッキー・サンドラー〉）
- キル・ボクスン
- 刑事ジョン・ルーサー: フォールン・サン
- Saltburn
- ザ・コントラクター（シルヴィー〈アミラ・カサール〉）
- シャザム!〜神々の怒り〜（白ジャケット女）
- 初心者のための幸せガイド（ウィンディ〈シェイヴォーン・ウェブスター〉）
- テトリス
- ドリームダンク
- ノック 終末の訪問者（女性キャスター1）
- ハート・オブ・ストーン
- ミリオン・マイルズ・アウェイ 遠き宇宙への旅路（KC〈サラユ・ブルー〉）
- ムービング・オン 2人の殺人計画!?（モリー〈キャサリン・デント〉）
- レンフィールド（ケイト〈カミーユ・チェン〉）
- ワイルド・スピード/ファイヤーブースト（ニュースアナ、他）

2024年
- ミーン・ガールズ（レジーナ〈レネー・ラップ〉）
- スラムドッグス（アフガン雌犬）
- ドミノ（女性1 / ビジネスウーマン）
- スマイル2（ジェマ〈ディラン・ゲルーラ〉）
- TALK TO ME トーク・トゥ・ミー
- アイデア・オブ・ユー 〜大人の愛が叶うまで〜（ジョディ〈ロキシー・リベラ〉）
- 恐怖の報酬 (2024年の映画)（アッシア〈サラ・アフシャン〉）
- ファインド・ミー・フォーリング（オルガ）
- ツイスターズ（空港アナウンス）
- ボーはおそれている（エレイン〈パーカー・ポージー〉）
- 最速の栄光へ
- ジャックポット!（イザベラ〈イマニ・ラブ〉）
- フォールガイ
- ドライブアウェイ・ドールズ（スーキー〈ビーニー・フェルドスタイン〉）
- ヘル・オブ・ザ・リビングデッド（ジョゼット〈エスター・メシナ〉）※BD版
- 武道実務官（ソンジョン）
- 戦と乱（ハ・ソンジョン〈キム・ジヨン〉）
- ロスト・イン・シャドー（ウンブラ〈ハナ・プリナンティナ〉）
- ピアノ・レッスン
- フェラーリ（リンダ・クリスチャン〈サラ・ガドン〉）
- 6888郵便大隊（ジョニー・メイ〈シャニース・シャンティ〉）

2025年
- エミリー・ザ・クリミナル（エミリー・ベネット〈オーブリー・プラザ〉）
- TIME/タイム（レイラ〈メリッサ・オードウェイ〉、エデゥアール〈ジェシカ・パーカー・ケネディ〉）※スターチャンネル版
- キャプテン・アメリカ:ブレイブ・ニュー・ワールド（女性記者B）
- バスティオン36
- アマチュア（グレッチェン・フランク〈バルバラ・プロブスト〉）
- ハボック（ヘレナ〈ナルゲス・ラシディ〉）
- ヘッド・オブ・ステイト（キャット・デリンジャー、フランス首相）
- ファンタスティック4:ファースト・ステップ

#### ドラマ
2016年
- ウォンテッド! ローラ&チェルシー
- Marvel ルーク・ケイジ

2017年
- ブラック・ミラー シーズン4
- 逆賊-民の英雄ホン・ギルドン-

2018年
- ハンドメイズ・テイル/侍女の物語（アルマ）
- 運命を変える8日間（ジェニー）
- DEUCE/ポルノストリート in NY
- スキャンダル7 託された秘密 ザ・ファイナル
- ロア〜奇妙な伝説〜
- ショット・イン・ザ・ダーク
- DOPE/ドープ!!
- ウエストワールド シーズン2
- パトリック・メルローズ（アン・ムーア〈インディラ・ヴァルマ〉）
- 弁護士ビリー・マクブライド シーズン2（メアリー・ローマン 他）
- 最強のマーチング・バンド（ダイナ）
- マニアック（ドクター・アズミ・フジタ〈ソノヤ・ミズノ〉）
- サブリナ: ダーク・アドベンチャー（プルーデンス）
- セックス/ライフ（フランチェスカ〈リー・ジュン・リー〉）
- FAMOUS IN LOVE

2019年
- エクソシスト 孤島の悪魔 シーズン2（ローズ・クーパー〈リー・ジュン・リー〉）
- FBI: 特別捜査班 シーズン2 #6,14,16（モナ・ナザリ〈ヤスミン・アーケル〉）
- コミンスキー・メソッド（ミンディ〈サラ・ベイカー〉）
- ニュー・アムステルダム 医師たちのカルテ シーズン1〜5
- ファイナル・テーブル
- Marvel パニッシャー シーズン2
- 弁護士ビリー・マクブライド シーズン3（スミ・セン、ステファニー・リトルクロウ）
- MANIFEST/マニフェスト（サンビ・バール〈パルヴィーン・カウル〉）
- PENNYWORTH/ペニーワース（マーサ・ケイン〈エマ・ペッツ〉）

2020年
- FBI: 特別捜査班 シーズン3 #8（モナ・ナザリ〈ヤスミン・アーケル〉）
- マペット大集合!（ヤギ）
- めちゃくちゃ恋するハンターズ（デビー・ウェズリー〈ヴァージニア・ウィリアムズ〉）
- 私の"初めて"日記（カマラ〈リチャ・ムールジャニ〉）

2021年
- アー・ユー・アフレイド・オブ・ザ・ダーク?（グラハム〈ジェレミー・レイ・テイラー〉）
- アストリッドとラファエル 文書係の事件録 #3
- FBI: 特別捜査班 シーズン4 #6（モナ・ナザリ〈ヤスミン・アーケル〉）
- ザ・サーペント #1（セリア）,3（黒髪女子）
- ゼム（ナット・ディクソン〈アビー・コブ〉）
- チャッキー シーズン1（シスター・ルース）
- トワイライト・ゾーン シーズン2 #10
- ミセス・アメリカ 〜時代に挑んだ女たち〜（ブレンダ・ファストー〈アリ・グレイナー〉）
- ヴァージンリバー シーズン3-6（ブリー・シェリダン〈ジビー・アレン〉）
- メイヤー・オブ・キングスタウン（ヴェラ・サンター）
- LA's FINEST/ロサンゼルス捜査官

2022年
- FBI: Most Wanted2 〜指名手配特捜班〜（ディアス先生、モーリーン・ルイス 他）
- HALO #4,8
- 犯罪分析官ハリファックス: 歪んだ天罰（ミラ・ブロンスキ〈ミンチュー・ハイ〉）
- ブラック・バード（ローレン・マッコーリー〈セピデ・モアフィ〉）
- FIRES～オーストラリアの黒い夏～（グウィン〈ドーン・ハートグ〉、マヤ〈キャサリン・トンキン〉）
- メモリアル病院の5日間（ダイアン〈ジュリー・アン・エメリー〉）
- マダム・セクレタリー（デイジー・グラント〈パティーナ・ミラー〉）
- イーヴィル: 超常現象捜査ファイル（リン・ブシャード、カリマ・シャキール）
- シャイニング・ヴェイル（ヴァレリー〈スーザン・パーク〉）
- イコライザー（ペイリー〈エリカ・カマラーノ〉、ニコール）
- グリッチ －青い閃光の記憶－（ホ・ボラ〈ナナ〉）
- ペリフェラル -接続された未来-（ビリー・アン・ベイカー〈アデリント・ホラン〉）
- ウ・ヨンウ弁護士は天才肌（ガヨン）
- ウィッチャー 血の起源
- ラ・ブレア（メリべス・ヘイズ〈カリーナ・ローグ〉）
- ロシアン・ドール: 謎のタイムループ（ベアトリス〈ダーシャ・ポランコ〉、ジョルダーナ）

2023年
- イコライザー シーズン2（ペイリー〈エリカ・カマラーノ〉、トーレス、ティファニー、シーラ、シャーリー、女性アシスタント、トリ）
- イコライザー シーズン3（カミラ・リヴェラ、ザラ、モニカ、キャット、スワンソン、受付の女性、レイシー・ヤング、エヴァ、メアリー・ヒューストン）
- チャッキー シーズン3（シャーロット・コリンズ〈ララ・ジーン・コロステッキ〉）
- FBI: Most Wanted3 〜指名手配特捜班〜（ミンディ）
- ゴシップガール（ルナの母ドロレス）
- フリーリッジ（ルシア〈シンディ・リベラ〉）
- フェイク（メガ・ヴィアス〈ラーシ・カンナ〉）
- セニョリータ89（ドロレス）
- WRECK/レック（リリー・ティー〈ラマニケ・アルワリア〉）
- 愛だと言って（ペク・スヒ部長）
- 1923
- 悪魔の計略〜デビルズ・プラン〜（ヨヌ）
- NCIS ネイビー犯罪捜査班 シーズン14（フレミング）
- NCIS ネイビー犯罪捜査班 シーズン15
- ジェン・ブイ（ヘイリー・ミラー〈リー・ブッシュ〉）
- デイジー・ジョーンズ・アンド・ザ・シックスがマジで最高だった頃（ジーン〈ニコル・ラリベルテ〉）
- 窓際のスパイ シーズン3 #13,14

2024年
- テッド ザ・シリーズ シーズン1（シーラ）
- スーパーセックス（ルシア〈ジャスミン・トリンカ〉）
- Bandidos/バンディドス（イネス〈マベル・カデナ〉）
- ゼム: ザ・スケア（ステラ〈スーザン・ウッド〉）
- ダーク・マター
- アウターレンジ -領域外- シーズン2
- NCIS: シドニー（エヴィー・クーパー〈トゥーリ・ナークル〉）
- 誰が彼を殺したか?（ロサウラ〈マルセラ・アルバレス〉）
- ザ・ボーイズ シーズン4（ヘイリー・ミラー〈リー・ブッシュ〉）
- ランド・オブ・ウーマン（ガラ〈エヴァ・ロンゴリア〉）
- お騒がせ探偵!スペンサー・シスターズ（リンジー・イップ〈ケイトリン・ウォン〉）
- NCIS ネイビー犯罪捜査班 シーズン17（ウィークス）
- KAOS/カオス（アンドロマケ、パトリシア）
- 理想のふたり（イザベル〈イザベル・アジャーニ〉）
- クリミナル・マインド FBI行動分析課 シーズン17
- イコライザー シーズン4（ケニー、ローズ・ガルシア、キャシディ・ジョンソン）
- ディスクレーマー 夏の沈黙（ジス〈チョン・ホヨン〉）
- 惑い（マリーナ〈デニス・カペッツァ〉）
- シュリンキング:悩めるセラピスト（ソフィ〈コビー・スマルダーズ〉）
- ビューティ・イン・ブラック（ジャストリー〈アン・M・ギディオン〉）
- 地獄が呼んでいる シーズン2（ジンス母）
- 江南Bサイド（ジヘ 他）
- ブラック・ダヴ（マギー〈ハンナ・K・ブラウン〉）
- ワイルドカード〜捜査バディは天才詐欺師!?〜 シーズン1 #9（イルマ〈フィオナ・ヴルーム〉）
- FBI: Most Wanted5～指名手配特捜班～ #1,12（フラニー・バンクス）

2025年
- トゥルークライム・ショー: 殺人狂騒曲
- ナイト・エージェント シーズン2（ハーレ〈アヌーシャ〉）
- トラウマコード（ホン看護師〈キム・ユンジョン〉）
- ハウス・オブ・ダビデ
- ジャッカルの日 シーズン1 #5（アンジェラ）
- ザ・レジデンス（ジャスミン・ヘイニー〈スーザン・ケレチ・ワトソン〉）
- iCarly #7（アージェンティーナ〈クリスティン・テイラー〉）
- 離婚保険（イ・ジョンシン〈シン・ウンジョン〉）
- ランサム・キャニオン（ポーラ・ジョー〈メタ・ゴールディング〉）
- カレーム 宮廷料理人（ジェルメーヌ〈ジュリエット・アルマネ〉）
- シカゴ・メッド シーズン9
- キャシアンアンドー シーズン2
- 私たちが隠していること
- サッカーペアレンツ
- マーダーボット（アラダ〈タティアナ・ジョーンズ〉）
- ストロー: 絶望の淵で
- カウントダウン #1（メレディス）
- 黒き陽注ぐ場所（アルバ〈アバ・バヤ〉）
- ザイアム: バトル・イン・ホスピタル
- バラード 未解決事件捜査班 #3（ルーシー・ダンカン〈アレクシス・クラウゼ〉）
- 大地の傷跡
- トゥルークライム・ショー2: 殺人狂騒曲

#### アニメ
2016年
- スター・ウォーズ/クローン・ウォーズ（ラファ・マルテス）

2018年
- HERO MASK（リサ・レノン＝フォード、医師）
- ウォーターシップダウンのうさぎたち

2019年
- カルメン・サンディエゴ（ジュリア・アージェント、タイグレス）
- グリンチ（店の女性客1）

2021年
- アーケイン（キラマン夫人、マーゴット、コミューン女1、執行官女3）
- スター・ウォーズ: バッド・バッチ（ラファ・マルテス）
- ボス・ベイビー ファミリー・ミッション（ナビ）
- ミニオンズ フィーバー（サリー）

2024年
- ヴォクス・マキナの伝説 シーズン3（ザーラ）
- 怪盗グルーのミニオン超変身
- 銀河系で2番目にイケてる病院
- シークレット・レベル（アホカル）
- 時光代理人 -LINK CLICK-II（王娟〈ワン・ジュエン〉）
- スピリット・レンジャーズ ～森のおたすけ隊～ シーズン3（スク―ピン）

2025年
- ウィッチャー 深海のセイレーン

#### その他
- プロジェクト・ランウェイ シーズン15（エリン）
- The Wine Show -極上のワインに魅せられて-（ジョルダーナ、ベアトリス）
- マンハッタン宇宙人拉致事件（リンダ・ナポリターノ）
- サンダーバーズ: 空軍エリート部隊に迫る（ヴィクトリア）

### ナレーション
- 映像テクノアカデミア・声優科開講CM
- NEXCO中日本（VP）
- BS世界のドキュメンタリー（NHK BS）
  - エネルギーをわれらの手で ―欧州の挑戦―（2022年）
  - ロシア 洗脳される国民（2023年）
  - ネルソン・マンデラ 10枚の写真（2023年）